# Sala Augusta (Maó)
La Sala Augusta de Maó es construeix l'any 1950 com una sala de programacions infantils i juvenils, però anteriorment va ser fàbrica de sabates, garatge, pista de patinatge i de ball, i cinema d'actualitats. L'any 1984 passa a ser municipal i, al mateix temps, és remodelada. Després de ser remodelada va ser utilitzada un parell d'anys com a sala polivalent. Poc després va ser tancat per descobrir que l'edifici era malalt d'aluminosi.
Actualment part del equip de govern del ajuntament de Maó vol convertir l'edifici en el futur conservatori de música, cosa que no tots els partits hi són d'acord.